# Leuville-sur-Orge
Leuville-sur-Orge là một xã ở tỉnh Essonne thuộc vùng Île-de-France miền bắc nước Pháp.

## Thành phố kết nghĩa
- Mtskheta, Gruzia, 2001